# Трбушасти мишић листа
Трбушасти мишић листа је површински двоглави мишић који се налази у задњем делу потколенице човека. Налази се површно у односу на широки мишић листа  (lat. m. soleus) у задњем (задњем) делу ноге. Пружа се са своје две главе фиксиране тик изнад колена све до пете, и прелази преко три зглоба (коленог, скочног и субталарног зглоба).

## Етимологија
Назив мишића који је на латинскоm језику m.gastrocnemius, изведен је од грчких речи γαστηρ - (гастер)  трбух  или стомак  и κνημη - (knḗmē) нога, што би значи ножни желудац (односи се на избочени облик листа).

## Анатомија
Трбушасти мишић листа чини први слој површинских флексора ноге. Садржи две главе које потичу од две јаке тетиве из феморалних кондила:
- Медијална глава потиче од задње површине медијалног кондила бутне кости, позади од адукторског туберкула и поплитеалне површине бутне кости.
- Бочна глава потиче од горњег дела постеролатералне површине латералног бутног кондила, а од доњег дела латералне супракондиларне линије. Сесамоидна кост која се зове фабела често се налази уграђена у латералну главу гастрокнемија.

Две главе трбушасти мишић листа се спајају испод поплитеалне јаме у један велики мишићни сноп који се протеже до средине листа. Како се мишић даље спушта, он почиње да развија широку апонеурозу на својој предњој површини.
Апонеуроза прима тетиву широког мишића листа и постепено се сужава према глежњу да би формирала велику тетиву која се зове калканеална тетива или Ахилова тетива . Петна тетива се даље умеће у средњи део задње површине калканеуса.

## Функција
Заједно са мишићем солеуса, гастрокнемиус чини половину мишића телади. Његова функција је плантарно савијање стопала у скочном зглобу и савијање ноге у коленском зглобу.
Трбушасти мишић листа је првенствено укључен у активности као што су трчање, скакање и други "брзи" покрети ногу, а у мањој мери у ходање и стајање. Ова специјализација је повезана са доминацијом белих мишићних влакана (тип 2 брзи трзаји) присутних у трбушастом мишићу листа, за разлику од  широког мишића листа, који има више црвених мишићних влакана (тип 1 спори трзаји) и примарни је активни мишић стојећем положају.

## Галерија
- Animation
- Nerves, arteries and veins surrounding the gastrocnemius and soleus.
- Muscle layer under the gastrocnemius
- Cross section of the lower leg, showing the gastrocnemius at the back.
- Gastrocnemius muscle (dissection)
- Location of muscle